# Bruce Horn
Bruce Lawrence Horn, né en 1960, est un développeur qui alors qu'il travaillait pour Apple a écrit le Finder. Sa signature fait partie de celles incrustés à l'intérieur du boiter des Macintosh 128K. 
Bruce Horn obtient sa maîtrise en sciences et son Ph.D. en informatique à l'université Carnegie-Mellon et un baccalauréat en sciences à l'université Stanford en 1982. 